# Oxoboxo River
Oxoboxo River – jednostka osadnicza w Stanach Zjednoczonych, w stanie Connecticut, w hrabstwie New London.